# Tungiro-Olëkminskij rajon
Il Tungiro-Olëkminskij rajon (in russo Тунгиро-Олёкминский район?) è un municipal'nyj rajon del Territorio della Transbajkalia, nell'Estremo Oriente russo, istituito nel 1927. Ricopre una superficie di 42 859,4 chilometri quadrati e ha una popolazione di 1 147 abitanti. Il centro amministrativo è il villaggio di Tupik. Il rajon è suddiviso in due comuni rurali e un interinsediamento senza alcuno status di comune (межселенная территория). 

## Geografia
Il distretto si trova sull'altopiano Olëkminskij Stanovik e il rilievo del territorio è prevalentemente montuoso (monti Kalakanskij, monti Tungirskij, ecc). I fiumi principali della regione sono il Tungir e l'Olëkma.